# Michelangelo Rampulla
Michelangelo Rampulla (Patti, 10. kolovoza 1962.) bivši je talijanski nogometaš koji je u svojoj karijeri nastupao za nekoliko klubova od kojih je najpoznatiji Juventus. Trenutno je trener golmana u kineskom Guangzhou.

## Klupska karijera
Nakon kratkog vremena provedenog u amaterskom klubu Patteseu iz rodnog grada Rampulla je proveo tri sezone u Ceseni i Vareseu te je preselio u Cremonese gdje je postao jedan od glavnih igrača u klupskoj usponu u Serie A.
23. veljače 1992. u 22. kolu talijanskog prvenstva njegova momčad, Cremonese, gubila je protiv Atalante praktički cijelu utakmicu nakon što je Brazilac Carlos Bianchezi zabio iz jedanaesterca u prvome poluvremenu. Posebno se pamti Rampullin pogodak u zadnjim trenutcima utakmice kada je u zadnjoj minuti utakmice Rampulla otišao sa svoga gola i krenuo u napad ne bi li izjednačio rezultat. Nakon ubačaja s desne strane Rampulla je glavom zahvatio loptu te pogodio s nekoliko metara u mrežu.
Bio je to vrlo važan bod za Cremonese kojemu su bodovi za opstanak bili neophodni, no na kraju ipak nisu uspjeli ostati u Serie A. Na kraju sezone 1991./92. Rampulla je napustio svoj klub te otišao u veliki Juventus gdje je većinom bio rezervni golman sve do umirovljenja 2002. godine.
Rampulla je postao jedini vratar u povijesti Serie A koji je zabio gol iz igre, sve dok isto nije učinio Massimo Taibi 9 godina kasnije u dresu Reggine.

## Trenerska karijera
Nakon umirovljenja, Rampulla je pristao ostati u Juventusu i biti dio trenerskog osoblja te je uglavnom bio trener klupskim golmanima. Iz Juventusa je otišao u listopadu 2010.
U srpnju 2011. talijanski petoligaš Derthona je postavila Rampullu na mjesto trenera. 5. prosinca 2011. sporazumnim dogovorom Rampulla i klub Derthona raskinuli su ugovor.
17. svibnja 2012. Rampulla se priključio svom bivšem treneru Marcellu Lippiju u kineskoj SuperLigi gdje je trener golmana u Guanghzou Evergrandeu.